# Aleksandrowo (powiat szamotulski)
Aleksandrowo – osada w Polsce, w województwie wielkopolskim, w powiecie szamotulskim, w gminie Wronki.
Do 2023 miejscowość była częścią wsi Popowo.
W latach 1975−1998 Aleksandrowo należało administracyjnie do województwa pilskiego.